# Irma (Italia)
Irma (Herma in dialetto bresciano) è un comune italiano di 130 abitanti della provincia di Brescia, nell'alta Val Trompia, in Lombardia. Dal 1927 al 1955 fece parte del comune di Bovegno. È il secondo comune meno popoloso della provincia di Brescia (dopo Magasa).

## Geografia fisica
Irma è situata in Valle di Irma, ai piedi del Monte Ario, attraversata dal Mella di Irma.
Non possiede frazioni ma delle piccole località:
Forelli, Löf, Belvedere, Bumaghe, San Carlo (dove si trova il noto sentiero dell'acqua di Irma).

## Storia
Irma è nota fin dal 1300.
Il 20 ottobre 1938 viene inaugurata la "Casa dell'Alpino", ancora oggi meta di scolari e scout.
Nel 1955 Irma tornò comune dopo 28 anni come frazione di Bovegno.

### Simboli
Lo stemma e il gonfalone sono stati concessi con decreto del presidente della Repubblica del 17 gennaio 1991.
Il fiore di genziana simboleggia la posizione geografica alpestre del paese, mentre le due stelle alludono ai principali abitati del comune.
Il gonfalone è un drappo partito di rosso e di verde.

## Società

### Evoluzione demografica
Abitanti censiti